# David Njitock
David Njitock est un athlète camerounais né le 17 juin 1942.

## Biographie
En 1964, à Tokyo, il devient le tout premier camerounais à participer aux Jeux olympiques. Il est le seul représentant du pays et concourt sur 100 mètres et 200 mètres. Il termine 7e de sa série du 100m en 11s1 et 5e de celle du 200m en 22s5.